# Vireda socken
Vireda socken i Småland ingick i Norra Vedbo härad, ingår sedan 1971 i Aneby kommun i Jönköpings län och motsvarar från 2016 Vireda distrikt.
Socknens areal är 65,12 kvadratkilometer, varav land 59,36. År 2000 fanns här 381 invånare. Kyrkbyn Vireda med sockenkyrkan Vireda kyrka ligger i denna socken. 

## Administrativ historik
Vireda socken har medeltida ursprung.
Vid kommunreformen 1862 övergick socknens ansvar för de kyrkliga frågorna till Vireda församling och för de borgerliga frågorna till Vireda landskommun. Denna senare inkorporerades 1952 i Hullaryds landskommun som 1967 uppgick  i Aneby landskommun som 1971 ombildades till Aneby kommun. Församlingen uppgick 1 januari 2006 i Haurida-Vireda församling.
1 januari 2016 inrättades distriktet Vireda, med samma omfattning som församlingen hade 1999/2000.
Socknen har tillhört samma fögderier och domsagor som Norra Vedbo härad. De indelta soldaterna tillhörde Jönköpings regemente, Västra härads kompani och Smålands husarregemente Livskvadronen, Livkompaniet.

## Geografi
Vireda socken ligger sydost om Gränna, nordväst om Aneby med sjöarna Ören och Bunn i nordväst. Socknen är en starkt kuperad skogsbygd med höjder som når 330 meter över havet.

## Fornlämningar
Här finns några gravrösen och stensättningar från bronsåldern och äldre järnåldern samt ett järnåldersgravfält vid Viredaholm. En offerkälla finns i socknen.

## Namnet
Namnet (1323 Wirydh) kommer från kyrkbyn. Förleden är flertydigt, det kan vara vi, offerplats, eller ett äldre namn på Viredasjön baserat på ordet wira, vrida sno oklart, vilken beskrivning dock inte stämmer på sjön. Efterleden är ryd, 'röjning'.

### Fotnoter
1. 1 2  Svensk Uppslagsbok Vireda socken
2. 1 2  Harlén, Hans; Harlén Eivy (2003). Sverige från A till Ö: geografisk-historisk uppslagsbok. Stockholm: Kommentus. Libris 9337075. ISBN 91-7345-139-8
3. ↑  ”Församlingar”. Statistiska centralbyrån. https://www.scb.se/hitta-statistik/regional-statistik-och-kartor/regionala-indelningar/forsamlingar/. Läst 30 december 2022.
4. ↑  Administrativ historik för Vireda socken (Klicka på församlingsposten). Källa: Nationella arkivdatabasen, Riksarkivet.
5. ↑  Indelta soldater, torp och rotar i Jönköpings län Arkiverad 24 januari 2012 hämtat från the Wayback Machine. Jönköpingsbygdens Genealogiska Förening
6. 1 2  Sjögren, Otto (1931). Sverige geografisk beskrivning del 2 Östergötlands, Jönköpings, Kronobergs, Kalmar och Gotlands län. Stockholm: Wahlström & Widstrand. Libris 9939
7. 1 2 3  Nationalencyklopedin
8. ↑  Fornlämningar, Statens historiska museum: Vireda socken
9. ↑  Fornminnesregistret, Riksantikvarieämbetet: Vireda socken Fornminnen i socknen erhålls på kartan genom att skriva in sockennamn (utan "socken") i "Ange geografiskt område"
10. ↑  Mats Wahlberg, red (2003). Svenskt ortnamnslexikon. Uppsala: Institutet för språk och folkminnen. Libris 8998039. ISBN 91-7229-020-X. https://isof.diva-portal.org/smash/get/diva2:1175717/FULLTEXT02.pdf